# Крайцери тип „Катори“
Катори (на японски: 阿賀野型軽巡洋艦, Katori-gata renshū-jun'yōkan) са серия учебни крайцери (леки крайцери) на Императорските ВМС на Япония от времето на Втората световна война.
Тези кораби са проектирани за замяна на използващите се то момента като такива броненосни крайцери. През 1938 г. в рамките на 3-та програма за попълнение на флота са дадени поръчките за първите две единици („Кашима“ и „Катори“), през 1939 по 4-та програма – на третата („Кашии“). Поръчките са изпълнени от корабостроителницата на „Мицубиши“ в Йокохама в периода 1938 – 1941 г. Четвъртият кораб е поръчан в рамките на допълнителната програма от 1941 г., но построяването му е отменена едва два месеца след залагането, и той дори не успява да получи официално име.
Влезлите в строй през 1940 г. „Катори“ и „Кашима“ влизат в състава на учебния отряд на ЯИФ, успяват да извършат няколко похода в качеството на учебни кораби. С началото на войната всичките три единици стават флагмански кораби на флотове. След 1942 г. те започват да се използват в състава на ескортните сили, така и за първоначалното им предназначение – като учебни. „Катори“ и „Кашии“ загиват в края на войната, последният – „Кашима“ – след капитулацията се използва като репатриационен съд и е разкомплектован за метал в периода 1946 – 1947 г.

## Разработка на проекта
В началото на 1930-е години японския морски генерален щаб (МГШ) планира да замени трите остарели броненосни крайцера, използващи се за учебни цели („Асама“, „Ивате“, „Якумо“) с три леки от типа „Кума“ („Кума“, „Тама“, „Китаками“) след тяхното преустройство. Последните трябва да бъдат разоръжени според условията на Първия Лондонски договор след влизането в строй на „Судзуя“ и „Кумано“ от типа „Могами“. Но поради финансови проблеми набелязаното за декември 1933 г. начало на конверсията на „Кумите“ е отложено. След излизането на Япония от договорите по ограничаването на морските въоръжения, през декември 1934 г., тези планове са напълно отменени в ползата на преустройството на тези единици на торпедни крайцери.
През октомври 1935 г. „Асама“ е сериозно повреден при засядане на плитчина, останалите „Ивате“ и „Якумо“ вече не са достатъчни на фона на очакваното разширяване на флота. Съответно, през 1937 г., МГЩ взема решение за построяване на кораби, предназначени специално и изключително за преминаване в хода на океански походи на практиката на курсанти. Морския технически департамент (МТД) получава от МГЩ следните изисквания към тези единици:
- Стандартна водоизместимост 5800 тона;
- Максимална скорост 18 възела;
- Помещения на борда за 375 курсанта или кадета, в т.ч. 200 със свързани с въоръжението специалности и щурмани, 100 – за инженерни, 50 – финансови и 25 – медицински[4].

В съответствието с принципите на ЯИФ от онова време, учебните кораби трябва преди всичко да имат жилищни помещения, аудитории за занятия и учебно оборудване. Въоръжението и приборите за управлението на огъня се поставят така, че да се използват в хода на обучението, а не за обезпечаване на бойната мощ. Каютите за екипажа, курсантите и членовете на щаба трябва да са просторни и комфортни по мерките на японския флот, и в хода на чуждестранните посещения да са не по-лоши, отколкото тези на чуждестранните им аналози. Във военно време учебните кораби, поради просторните им помещения, трябва да изпълняват ролята на флагмани на новосформираните флоти.
Проектирането на учебните кораби се води под ръководството на капитан 3-ти ранг Дайсуке Одзоно и под наблюдението на главата на Четвърта секция на МТД контраадмирал Кейджи Фукуда. Резултат става подготвения през 1938 г. базов проект J-16. Номерът, според вътрешното обозначение на проектите на МТД, съответства на съдовете със специално предназначение (плаваща работилница, флотски танкери, Плаваща база и т.н.), а не на крайцер. Сам по себе си класът на учебните крайцери е породен от Първия Лондонски договор и в официалната класификация на ЯИФ е въведен от 1 юни 1931 г. Така трябва да бъдат класифицирани „Кума“, „Тама“ и „Китаками“ след конверсията им, по-късно в този клас са зачислени и 5800-тонните учебни кораби, независимо от това, че Япония към това време вече е излязла от договора. Обаче такова обозначение заедно с недостатъчната информация води до това, че в западните страни до началото на войната типа „Катори“ се считат за истински крайцери, със съответстващото им въоръжение, бронева защита и скорост (например, справочникът на ONI ги отнася към леките крайцери с обозначения CL-18, CL-19 и CL-20).

## Конструкция

### Корпус и компоновка
Обводите на корпуса и в частност – палубната линия при типа „Катори“ значително се различава от всички останали японски крайцери. Правият, с дъга от нивото на средната палуба, форщевен по конструкция повтаря аналогичните на типа „Агано“ и „Ойодо“, но без бълб – вместо него има просто удебеление. Палубната линия се отличава с дълъг 54,25-метров полубак при малка негова седловатост. Благодарение на полубака височината на надводния борд съставлява 8,0 m при форщевена и 7,5 m – в района на комина, където завършва. След това величината ѝ съставлява 4,75 m, а благодарение на подема на горната палуба близо към кърмата нараства при ахтерхщевена до 5,75 m. Поради това, че учебните кораби не са проектирани за достигане на високи скорости, те имат къси корпуси, съотношението на дължината към ширината при тях съставлява едва 8,15. За сравнение, аналогичен показател има при бронепалубния крайцер „Тоне“ построен през 1910 г., а за всички съвременни на тях крайцери той надвишава 10. Също корпусите на типа „Катори“ има малка килеватост, поради големия коефициент на пълнота при мидъл шпангоута. Сумарната маса на корпуса съставлява 2825 тона, или 44,5% от водоизместимостта на изпитанията. Основен конструкционен материал за трюмната палуба и обшивката на двойното дъно са листове стомана тип „D“ с дебелина 9 и 10 mm. Носещите конструкции в машинните и котелните отделения са от стомана марки 250J (между трюмната и долната палуба), 200J (над долната палуба в машинните отделения) и 150J (над долната палуба в котелните отделения).
Масивната носова надстройка на крайцерите се извисява на 17 m над водата и на 22,75 m – над кила. Първото отдолу ниво има дължина 26 m, и по-голямата му част се заема от кубрик № 1. На второто ниво, с дължина 17,5 m, се намира рулевата рубка, стаите за отдих на командира на кораба и адмирала, радиотелефонен пост № 1. На третото (с дължина по 10 m) и четвъртото нива се намират специално проектираният за подготовка на щурмани компасен мостик с хранилище за карти. Масивната носова надстройка с леко наклонената фокмачта, тънък комин, масивен катапулт и висока гротмачта с товарна стрела дават на типа „Катори“ уникален сред всички кораби на ЯИФ силует. Големите размери на надстройките и високия надводен борд означават и голямо високо тегло, за това, за подобряване на устойчивостта крайцерите щатно имат на борда си 717 тона баласт (в т.ч. 140 тона гориво и вода). Метацентричната височина на изпитанията на „Катори“ от 6 април 1940 г. съставя 1,28 m при нормална водоизместимост (6352 t), 1,35 m при пълна (6753 t), 0,63 m празен (5166 t), 0,86 m празен с баласт (5400 t).
В сила от своето учебно предназначение корабите от типа „Катори“ носят относително голям брой плавателни средства. На горната палуба около катапулта се съхраняват две 12 m гребни лодки, три 12 m моторни баркаса и една 6 m работна лодка. Отстрани на носовата надстройка има два 9 m гребни спасителни катера).

### Въоръжение
Главният калибър на крайцерите се състои от четири 140 mm оръдия тип 3. Тази артсистема е разработена преди Първата световна война, на въоръжение във ВМФ на Япония е приета на 24 април 1914 г. Оръдията са в две сдвоени закрити установки модел A2, с дължина 5,5 m, ширина 3,4 m и височина 2,46 m, разположени по краищата. Максималните ъгли на обстрел са 150° (за носовата) или 130° (за кърмовата), максималният ъгъл на възвишение е 35°, което съответства на далечина на стрелбата от 20 574 m. Аналогични установки носи също хидросамолетоносача „Нишин“, от по-ранния модел – лекият крайцер „Юбари“, минния заградител „Окиношима“ и плавбазите за подводници „Дзингей“ и „Тьогей“. Зенитното въоръжение се състои от една сдвоена установка 127 mm/40 Тип 89 модел A1 (без щит, разположена зад гротмачтата на кърмовата надстройка) и 25 mm сдвоени автомати тип 96 (на „Катори“ и „Кашиме“ първоначално два – на зенитната палуба, на „Кашии“ към момента на влизането в строй – четири). Допълнително има четири 5-cm салютни оръдия „Ямаучи“ в предната част на зенитната палуба (на „Кашии“ – само две и в предната част на носовата надстройка). Торпедното въоръжение се състои от два стари сдвоени 533 mm торпедни апарата (с боекомплект – само четири торпеда тип 6, без резервни такива), разположени зад комина.
Системата за управление на огъня е предназначена, преди всичко, за подготовка на курсантите. Тя включва визор за централно насочване тип 94 с 4,5-метров далекомер (за управление на 140 mm оръдия, изначално разработен за крайцерите от типа „Агано“), СУАЗО тип 91 с 2 m далекомер (за управление на 127 mm установка, намира се на кърмовата надстройка ниво по-горе), две визьорни колонки тип 95 (за управление на 25 mm автомати, намират се на носовата надстройка), 1,5-метров навигационен далекомер, два 110-cm прожектора тип 96 и два 60-cm сигнални прожектора.
Също за учебни цели на крайцерите има масивен катапулт тип Куре № 2, модел 5, заемаща пространството между гротмачтата и комина (ъгли на завъртане: 55° напред; 40° назад). За подем на самолетите на гротмачтата има поставен 5,5-тонна товарна стрела, зад нея, на кърмовата надстройка, се намира постът за управление на излитането. Планът е да се използва един триместен разузнавач тип 0 (E13A1), превозван на стрелата на катапулта, но във връзка с дефицита им към момента на влизане в строй крайцерите носят по един стар триместен разузнавач тип 94, № 2, модел 1 (E7K2).

### Енергетична установка
На типа „Катори“ се използва комбинирана дизел-паротурбинна установка с проектна мощност от 8000 к.с., достатъчна за достигане на 18 възела скорост на хода. Също нейна особеност е съчетанието на икономичност и достатъчно висока мощност при ниски скорости, важни за далечните походи. По аналогични причини тази схема се използва и на немските леки крайцери от типа „К“ и „Лайпциг“, а в Япония – на хидросамолетоносачите от типа „Читосе“.
В предните машинни отделения, разделени от надлъжна преграда, има два турбозъбчати агрегата (ТЗА) с проектна мощност 2200 к.с. (ефективна – 2000 к.с. при 280 rpm). Всеки агрегат включва в себе си турбина високо налягане (ТВН) и турбина ниско налягане (ТНН), съединени с двуступенен редуктор с четиризъбна предавка. Двете турбини са двукорпусни и са поставени паралелно (ТВН вътрешна и ТНН външна). Отделната турбина за заден ход (ТЗХ) е поставена при предния край на ТНН. Всяка ТЗА върти (вал, съединен с хидравлична предавка от типа „Вулкан“ в едно от задните машинни отделения. Идентични с използваните на „Катори“ турбозъбчати агрегати са поставяни и на канонерски лодки „Хашидате“ и „Уджи“, построени по същата тази 3-та програма.
Парата за ТЗА се изработва в два водотръбни котела тип „Кампон Хо Го“, намиращи се две котелни отделения (разположени са пред машинните), разделени от надлъжна преграда. Работно налягане на прегрятата пара е 20,0 kgf/cm² при температура 280°C. Третият котел се намира отпред от другите по десния борд, неговото отделение е отсечено от задните с напречна преграда. Той има за предназначение за дава на кораба пара по време на престой в порт, и при необходимости за достигане на пълния ход. Трибарабанните водотръбни котли от типа „Хо Го“ са разработени от МТД през 1937 г. специално за използване на малки бойни кораби, за първи път те се използват, през същата година, на ловеца на подводни лодки № 53.
В задните машинни отделения, разделени от надлъжна преграда, се намират двата дизела Кампон № 22, модел 10. Конструктивно те са десетицилиндрови (диаметър на всеки 430 mm, дължина на хода на буталото – 450 mm) четиритактови и имат проектна мощност 2250 к.с. при 510 rpm. Такива двигатели има на плавбазата „Акицушима“, кайбокани (от типа „Шимушу“ до типа „Укуру“) и редица подводници. Непосредственият им предшественик е разработеният през 1933 г. дизел № 22 модел 8, поставян на ловците за ПЛ № 1 и № 2. На типа „Катори“ всеки от двигателите се съединява с една от двете хидравлични предавки тип „Вулкан“, съединени и с валовете идващи от ТЗА. тръгващите от предавките валове въртят два трилопастни (лопатки с аеродинамичен профил) гребни винта с диаметър 2,80 m и със стъпка 2,58 m. Режимите на работа на ЕУ са следните:
- При използване само на дизелите – 2000 к.с. (2×1000) при 180 rpm, 12 възела, или 3000 к.с. (2×1500) при 210 rpm, 13,5 – 14 възела;
- При използване само на ТЗА – 2500 к.с. (2×1250) при 200 rpm, 13 възела (крайцерски режим), или 4000 к.с. (2×2000) при 230 rpm, 14,5 възела;
- При използване съвместно на дизелите и ТЗА – 8000 к.с. (2×1800 + 2×2200) при 280 rpm, което съответства на пълния ход от 18 възела[14].

Максималният запас гориво съставлява 600 тона мазут, или 400 тона при нормална водоизместимост. Разчетния радиус на действие в първия случай съставлява 9900 морски мили на 12-възлов ход. Във втория случай при използване само на дизелите (скорост на хода 12 възела) на изпитанията е получен разход на гориво от 0,2 kg/к.с. за час, което съответства на максимална далечина на плаване от над 12 хиляди морски мили.
За захранване на корабната електромрежа (напрежение – 440 В) се използват три електрогенератора с обща мощност 940 КВт. От тях два се намират в отсек по левия борд от спомагателния котел: турбогенератор за 400 КВт и дизел-генератор за 270 КВт. Аналогичен на последния трети генератор е поместен в задното машинно отделение по левия борд.

### Екипаж и условия на обитаемост
В окончателния си вид корабите тип „Катори“ са разчитани да подсигурят 275 курсанта, срещу 375 по първоначален проект. С оглед 315 офицера и матроса на екипажа всичко на борда трябва да има 590 души.
Има само 14 кубрика за екипажа и курсантите. От тях № 1 се намира на първото ниво на надстройката, № 2 – 5 – на горната палуба на полубака, № 6 – 8 – на средната палуба и № 9 – 14 – на долната. в съседство с кубрик № 8 е и каютата за летците.
Осемте офицерски каюти и четирите каюти за членовете на щаба се намират на средната палуба на кърмата, заедно със залата за служебни съвещания и трите Каюткомпании (третата – мичманска). Такава компоновка е необикновена за съвременните към момента японски крайцери и е по-характерна за времето на Първата световна и по-рано. Още дванадесет каюти има на кърмата на долната палуба, в т. ч. седем – за старшите преподаватели, четири – за токуми шикан и една голяма – за мичманите. Дизайнът на приемната на командира на кораба е създадена с оглед вероятното ѝ използване в хода на чуждестранни посещения, особено внимание също е отделено на аудиториите и учебните класове.
Камбузът за екипажа се намира на средната палуба по десния борд между кубрици № 6 и № 8, камбузът за офицерите и мичманите – в задната надстройка. В носа на средната палуба се намира големия медицински блок, включващ в себе си добре оборудвана операционна зала, отделни (за офицери и екипажа) лазарети и учебните помещения за курсантите-медици. Като цяло на фона на другите японски кораби крайцерите от типа „Катори“ изпъкват с просторността и комфорта на своите помещения.

## Строителство
Поръчките за първите две единици в рамките на Третата програма за попълнение на флота, на стойност по 6,6 млн. йени са дадени през 1938-а финансова година. Тъй като корпусите на тези кораби са много прости по конструкция, то за единствен строител е избрана корабостроителницата на компанията „Мицубиши“ в Йокохама (бивша „Корабостроителна компания Йокохама“), специализираща се в търговски съдове.
Учебните крайцери с временни номера 72 и 73 са заложени там на 24 август и 6 октомври 1938 г. На 31 марта 1939 г. са им присвоени имена, но поради особеностите в тяхната класификация не в чест на реки или планини, а шинтоиски храмове. Кораб № 72 е наречен „Катори“ на храма в префектура Чиба, основаването на когото се отнася към 642 г. пр.н.е. Кораб № 73 получава името „Кашима“ в чест на храма в префектурата Ибараки, първите записи за който се отнасят примерно към 600 г. пр.н.е. Двете имена вече са използвани и преди – те са носени от броненосците от типа „Катори“, построени във Великобритания в периода 1904 – 1906 г., които служат в ЯИФ до списването им според условията на Вашингтонския договор през 1923 г. Двата учебни крайцера са предадени на флота на 20 април и 31 май 1940 г., срокът за построяването им, иначе казано, е около 20 месеца.
Поръчката за третия кораб, на стойност 7,2 млн. йени, е даден в рамките на Четвъртата програма за попълнение на флота, на 6 март 1939 г. Заложен на същото място, на 4 октомври, с временен номер 101. На 30 август 1940 му е присвоено името „Кашии“ – в част на храма (Кашии но мия) в префектура Фукуока, строителството на когото започва при императрица Джингу и император Чуай (192 – 200 г.). Преди името не използвано в ЯИФ. Корабът се строи за малко повече от 21 месеца (повече, отколкото първите две единици) и е въведен в строй на 15 юли 1941 г.
Поръчката на четвъртия учебен крайцер, на стойност 7,66 млн. йени, е дадена по Втората допълнителна програма от 1941 г. Залагането му под временен номер 237 е в Йокохама, на 23 август 1941 г., но още на 6 ноември построяването му е отложено за неопределен срок. Впоследствие намиращият се в ниска степен на готовност корпус е разкомплектован, за да се освободи стапелът за по-важни поръчки. Крайцерът не успява да получи официалното си име, но му се приписва името „Кашивара“ – в част на храма на върха на планината Унеби в префектура Нара, построен през 1889 г.
| Име               | Място на построяване                       | Заложен         | Спуснат на вода                               | Въведен в експлоатация                        | Съдба                                                                                       |
| ----------------- | ------------------------------------------ | --------------- | --------------------------------------------- | --------------------------------------------- | ------------------------------------------------------------------------------------------- |
| „Катори“ (香取)   | Корабостроителница на „Мицубиши“, Йокохама | 24 август 1938  | 17 юни 1939                                   | 20 април 1940                                 | Потопен от артилерията на американски кораби в района на остров Трук на 17 февруари 1944 г. |
| „Кашима“ (鹿島)   | Корабостроителница на „Мицубиши“, Йокохама | 6 октомври 1938 | 25 септември 1939                             | 31 май 1940                                   | Разкомплектован за метал в периода 1946 – 1947 г.                                           |
| „Кашии“ (香椎)    | Корабостроителница на „Мицубиши“, Йокохама | 4 октомври 1939 | 15 октомври 1940                              | 15 юли 1941                                   | Потопен от американската палубна авиация на 12 януари 1945 г.                               |
| „Кашивара“ (橿原) | Корабостроителница на „Мицубиши“, Йокохама | 23 август 1941  | Построяването е отменено на 6 ноември 1941 г. | Построяването е отменено на 6 ноември 1941 г. | Построяването е отменено на 6 ноември 1941 г.                                               |

## История на службата

### „Кашии“
Скоро след влизането си в строй „Кашии“, на 31 юли 1941 г., е назначен за флагман на новосформирания Южен експедиционен флот на вицеадмирал Нобору Хирата, който трябва да действа в района на Френски Индокитай. Крайцерът пристига в Сайгон на 11 август и до декември прави три похода в периода октомври-ноември (Хирату като командващ флота е сменен от Джисабуро Одзава, на 18 ноември той пренася своя флаг на тежкия крайцер „Чокай“). След влизането на Япония във Втората световна война „Кашии“ заедно с кайбокана „Симусю“, на 5 – 11 и 13 – 21 декември, прикриват превозващите към Малая войски конвои. На 26 декември, той заедно със „Симусю“, крайцера „Натори“ и разрушители, съпровожда плаващия до Малая и Бангкок конвой, участва в спасяването на горящия войскови транспорт „Мейко мару“ на 3 януари 1942 г. и пристига в Бангкок на 10 януари. Паралелно с това Южния експедиционен флот е преименуван на Първи южен експедиционен флот, а негови зони на отговорност стават Малая и Индийския океан. „Кашии“ пребивава в Бангкок до 1 февруари, на 2-и се връща в Сайгон. На 4 – 9 февруари той прикрива десанта на войските в западен Калимантан, 11 – 16 десанта в Палебманга на Суматра, от 17 февруари до 1 март патрулира района на островите Анамбас и на 2 март пристига в Сингапур. В периода 8 – 16 март „Кашии“ заедно с крайцера „Юра“ и разрушители е в морето в рамките на операциите по превземане на Северна Суматра, от 19 март до 6 април той съпровожда транспорти до Рангун.
На 10 април 1942 г. Първи южен експедиционен флот става съставна част на флота на Югозападната зона на вицеадмирал Такахаши. На 12 април вицеадмирал Одзава пренася свой флаг от „Чокай“ обратно на „Кашии“. От 3 до 14 юни „Кашии“ е на докуване в Сингапур, от 3 до 14 юли плава до Пинанг и обратно. На 14 юли Одзава на поста командващ Първи южен експедиционен флот е сменен от Денсичи Окаваучи, който от 28 юли до 20 август извършва инспекционно плаване на борда на крайцера, посещавайки Мергуй, Рангун, Порт Блер, Сабанг и Пинанг. Първите две декади на септември „Кашии“ провежда в готовност в Сингапур, на 21 септември той излиза в морето, с войници на ЯИА от Хонконг, за Рабаул, от 8 октомври до 19 октомври се връща в базата. От 9 ноември до 27 декември крайцера патрулира района между Суматра и Андаманските острови. От 16 до 21 януари 1943 г. в отново на докуване в Сингапур, през февруари и края на април има няколко къси похода. На 20 май „Кашии“ излиза в морето в рамките на инспекционното плаване на новия командващ флота, вицеадмирала Йошикадзу Ендо (който сменя Окаваучи на този пост на 9 март), посещавайки Паданг, Сиболга, Сабанг, Кар Никобар, Порт Блер и се връща обратно на 6 юни. След ремонт в Сингапур крайцерът в периода юли-ноември има осем похода за Андаманските острови с подкрепления и товари. На 29 август, при Сабанг, той е атакуван от британската подводница „Трайдънт“, пуснала по него осем торпеда, но без попадения. Почти през целия декември „Кашии“ е на стоянка в Сингапур, в ролята на флагман на Първи южен експедиционен флот го сменя тежкия крайцер „Аоба“.
Във връзка с решението за по-целесъобразно използване на крайцера, като учебен кораб, той на 26 декември 1943 г. напуска Сингапур и на 6 януари 1944 г. пристига в Сасебо, където до 1 февруари е в ремонт и докуване. Февруари и по-голямата част от март той провежда в Етаджима, бидейки приписан към Военната академия на ЯИФ. Но още февруари МГШ сменя плановете за бъдещата съдба на цялата тройка, разглеждайки ги сега като флагмани на ескортните съединения. В рамките на тези планове „Кашии“, от 25 март до 29 април, в Арсенала на флота в Куре преминава конверсия в противолодъчен кораб, с докуване от 30 март до 6 април. В хода на тези работи той получава четири трицевни 25 mm автомата (всичко вече 20 ствола, също е планирано, но не е осъществено увеличаване на броя на 127 mm двуцевки до три), на фокмачтата е поставена РЛС ОВЦ № 21, за откриване на подводниците са добавени хидрофони и сонар, на борд могат да се носят до 300 дълбочинни бомби. След завършването на конверсията „Кашии“, на 3 май, е назначен за флагман на 1-ва дивизия ескортни кораби, на контраадмирал Мицухару Мацуяма, базираща се в Сингапур. От 29 май до 26 юни той заедно с лекия самолетоносач „Кайо“ и четири кайбокана съпровожда конвои от Моджи до Сингапур и обратно (при това от американска подводница, на 2 юни, е потопен кайбокана „Аваджи“). От 28 юни по 10 юли „Кашии“ има нова модернизация в Арсенала на флота в Куре, получивайки в хода ѝ десет единични 25 mm автомата (с общ брой вече 30 ствола) и осем 13,2 mm картечници тип 93, РЛС ОВЦ № 21 е сменена с РЛС ОНЦ № 22, поставени са два комплекта устройства за инфрачервена връзка тип 2 отстрани на надстройката. От 13 до 31 юли крайцерът съпровожда конвой от Моджи за Сингапур, а от 5 до 15 август – конвой в обратното направление. На 23 август той отплава от Моджи в състава на нов конвой от 11 транспорта и 8 кораба за ескорт, на 31 август конвоя е атакуван от две американски подводници (потопени са три транспорта) и на 7 септември пристига в Сингапур. От 13 до 23 септември „Кашии“ плава с обратния конвой, при това от атака на американска подлодка, на 17 септември, са потопени лекият самолетоносач „Унъйо“ и танкерът „Адзуса мару“. На 25 септември крайцерът преминава в Сасебо, където до 14 октомври е на ремонт с докуване.
От 26 октомври до 9 ноември 1944 г. „Кашии“ съпровожда четвърти конвой до Сингапур, а от 17 ноември до 3 декември – обратен конвой до Моджи. При това, на 15 ноември, той е назначен за флагман на 101-ви дивизион ескортни кораби (включва кайбоканите „Дайто“, „Цушима“, „Укуру“, № 23, № 27, № 31), който от 10 декември става част от Първи ескортен флот. От 21 до 23 декември „Кашии“ и 101-ви дивизион съпровождат транспортите „Синсю мару“, „Хюга мару“, „Кибицу мару“ и „Аобасан мару“, а след това, до 28 декември, ескортират друг конвой до Сингапур (при това кайбоканът „Цушима“ се отделя за съпровождаване на повредените транспорти). От 30 декември до 4 януари 1945 г., те провеждат конвой до Сайгон. С новия конвой, ХИ-86, от 10 транспорта и 101-и дивизион напуска Сайгон, на 9 януари и пристига в Куиньон в нощта на 11-и по 12 януари. В утрото на 12 януари конвоят напуска Куиньон и веднага е подложен на масирани нападения на палубната авиация на американската тактическа група 38.3 на контраадмирал Шерман (самолетоносачите „Есекс“ (USS Essex (CV-9)), „Тайкондерога“ (USS Ticonderoga CV-14), „Ленгли“ (USS Langley (CVL-27)), „Сан Якинто“ (USS San Jacinto (CVL-30)). Около 14:08 „Кашии“ е последователно поразен от торпедо в десния борд и от две бомби, една поразява погреба за дълбочинни бомби и го детонира. Крайцерът потъва на плитководието в течение на няколко минути, заривайки се с кърмата, от неговия екипаж само 19 души са спасени от кайбокана „Укуру“. От влизащите в конвоя ХИ-86 шестнадесет единици само кайбоканите „Укуру“, „Дайто“ и № 27 преживяват нападенията с леки повреди, останалите тринадесет (в т.ч. всичките 10 транспорта) са потопени или се изхвърлят на брега.

## Коментари
1. ↑  Токуми шикан—термин, означаващ младшите офицери на ЯИФ (до лейтенант включително), повишени от старшини за достойна служба или след завършване на специални курсове.